# Kusaka Ryūnosuke

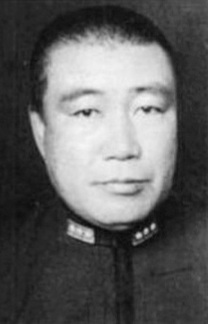
Kusaka Ryūnosuke

Kusaka Ryūnosuke (japanisch 草鹿 龍之介; * 25. September 1893 in Tokio, Japan; † 23. November 1971) war ein japanischer Admiral in der Kaiserlich Japanischen Marine während des Zweiten Weltkrieges und fungierte als Stabschef der kombinierten Flotte. Außerdem war er das 4. Oberhaupt der Ittō Shōden Mutō-ryū Kenjutsu, einer renommierten Schule für Schwertkampfkunst, welche durch den Samurai Yamaoka Tesshū gegründet wurde. Der japanische Admiral Kusaka Jinichi war sein Cousin.

## Werdegang

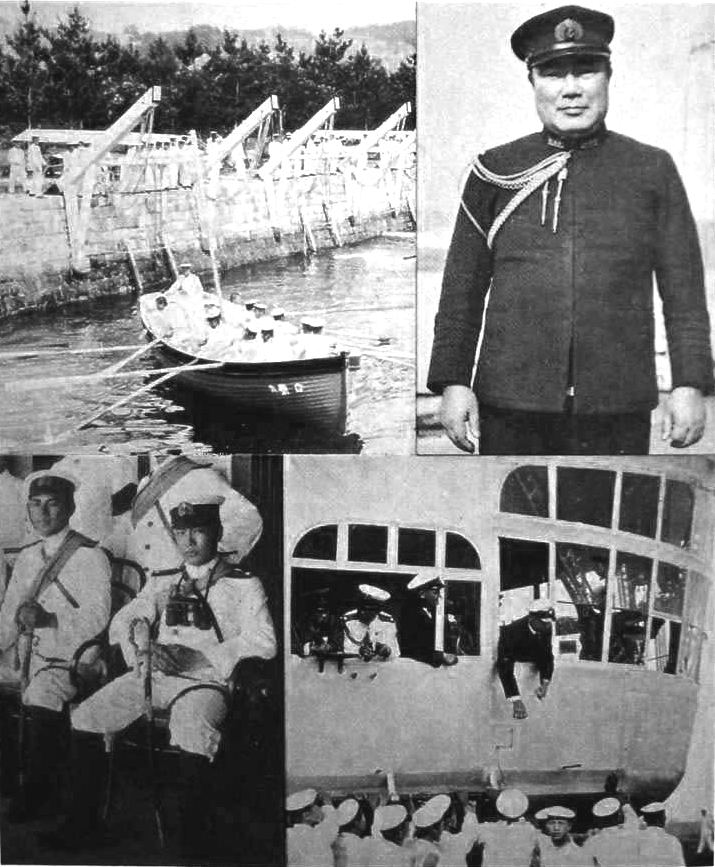
Fotos mit Ryūnosuke Kusaka

Kusaka Ryūnosuke, Sohn eines Direktors des Sumitomo-Konzerns (Zaibatsu), wurde 1893 in Tokio geboren. Nach dem Familienregister lebte er in der Präfektur Ishikawa und ging in Osaka zu Schule.
Er besuchte den 41. Jahrgang der Marineakademie. Seine Klasse umfasste 118 Mann. 1917 graduierte er als 14-bester. Danach ging er auf die Naval Gunnery School, wo er 1920 seinen Abschluss machte. Kusaka diente als Midshipman am Bord der Kreuzer Azuma und Otowa. Nach seiner Beförderung zum Leutnant zur See (Kaigun-Shōi) leistete er seinen Dienst am Bord des Schlachtschiffs Kawachi und des Kreuzers Yakumo. Später diente er auf dem Schlachtschiff Kongō und dem Zerstörer Kuwa. Am 1. Dezember 1919 wurde er zum Kapitänleutnant (Kaigun-Daii) befördert. In der Folgezeit diente er auf den Schlachtschiffen Mutsu und Yamashiro, dem Zerstörer Susuki und dem Werkstattschiff Kantō. Seine Beförderung zum Korvettenkapitän (Kaigun-Shōsa) erfolgte 1925. Im selben Jahr graduierte er an der Marinehochschule, spezialisiert auf Marinefliegerei. Danach führte er eine Marinefliegergruppe, welche in Kasumigaura (Präfektur Ibaraki) stationiert war. Während dieser Zeit bekleidete er auch mehrere Stabspositionen.
Am 1. September 1933 wurde er zum Ersten Offizier am Bord des Kreuzers Iwate ernannt. Nach seiner Beförderung zum Kapitän zur See (Kaigun-Daisa) am 16. November 1936 erhielt er das Kommando über den Flugzeugträger Hōshō. 1939 erhielt er das Kommando über den Flugzeugträger Akagi.
Am 15. November 1940 erfolgte seine Beförderung zum Konteradmiral  (Kaigun-Shōshō). Er war der Kommandant der 24. Luftflottille, bevor er im April 1941 zum Stabschef der 1. Marineluftflotte unter dem Admiral Nagumo Chūichi ernannt wurde. Er war für die strategische und taktische Planung und Durchführung verantwortlich, was den Angriff auf Pearl Harbor und die Schlacht um Midway miteinschloss. Nach der japanischen Niederlage bei der Schlacht um Midway konnte Kusaka den Flottenchef und die höheren Offiziere davon abhalten Seppuku zu begehen. Kusaka hat sich während des Rückzugs der kritisch beschädigten Akagi aus der Schlacht beide Knöchel schwer verstaucht und trug Verbrennungen davon.
Kusaka blieb bei der Flotte bis November 1942. Danach bekleidete er mehrere Stabspositionen. Am 1. Mai 1944 wurde er zum Vizeadmiral (Kaigun-Chūjhō) befördert und im November 1944 der kombinierten Flotte als Stabschef unter dem Oberbefehlshaber Admiral Toyoda Soemu zugeteilt. Sein letztes Kommando übernahm er über die 5. Marineluftflotte nach dem Suizid von Vizeadmiral Ugaki Matome, welcher genau einen Tag nach der Kapitulation Japans erfolgte.

## Filme
Kusaka wurde 1970 durch den Schauspieler Ryūzaki Ichirō im US-amerikanisch-japanischen Kriegsfilm Tora! Tora! Tora! verkörpert, 1976 durch den Schauspieler Pat Morita im US-amerikanischen Kriegsfilm Schlacht um Midway, 1981 durch den Schauspieler Mihashi Tatsuya im japanischen Kriegsfilm Rengō Kantai (in den Vereinigten Staaten unter The Imperial Navy ausgestrahlt) und 2005 durch Hayashi Ryūzō im japanischen Kriegsfilm Yamato – The Last Battle.